# Kjókava Mai
Kjókava Mai (京川 舞; Hepburn: Kyokawa Mai) (Ibaraki prefektúra, 1993. december 28. –) japán válogatott labdarúgó.

## Klub
2012 óta a INAC Kobe Leonessa csapatának játékosa, ahol 88 bajnoki mérkőzésen lépett pályára és 35 gólt szerzett.

## Nemzeti válogatott
A japán U17-es válogatott tagjaként részt vett a 2010-es U17-es világbajnokságon.
2012-ben debütált a japán válogatottban. A japán válogatottban 5 mérkőzést játszott.

## Statisztika
| Japán válogatott | Japán válogatott | Japán válogatott |
| Időszak          | Mérk.            | gól              |
| ---------------- | ---------------- | ---------------- |
| 2012             | 2                | 0                |
| 2013             | 0                | 0                |
| 2014             | 0                | 0                |
| 2015             | 3                | 0                |
| Összesen         | 5                | 0                |

## Sikerei, díjai
Japán válogatott
- U17-es világbajnokság:  Ezüst; 2010

Klub
- Japán bajnokság: 2012, 2013